# József Balogh (mathématicien)
Pour les articles homonymes, voir József Balogh et Balogh.
József Balogh est un mathématicien hongrois-américain, spécialiste de théorie des graphes et combinatoire.

## Biographie
Balogh a grandi à Mórahalom ; il fréquente l'école secondaire Ságvári Endre Gyakorló Gimnázium de Szeged qui est une école spéciale pour les mathématiques. En tant qu'étudiant, il remporte deux médailles d'argent (en 1989 et 1990) aux Olympiades internationales de mathématiques. Il étudie à l'Université de Szeged et un an à l'Université de Gand avec une bourse de la fondation Tempus du gouvernement hongrois. Il obtient sa maîtrise en mathématiques en 1995 sous la supervision de Péter Hajnal avec une thèse intitulée Sur l'existence de codes MDS-cycliques. En 2001, Balogh obtient son doctorat à l'Université de Memphis sous la direction de Béla Bollobás avec une thèse intitulée Graph properties and Bootstrap percolation. Il a également soutenu une thèse de PhD à l'Université de Szeged en 2002 intitulée  Graph parameters,. En tant que post-doctorant, Balogh séjourne aux AT&T Shannon Laboratories à Florham Park et pendant plusieurs mois en 2002 à l'Institute for Advanced Study. De 2002 à 2005, il est professeur assistant Zassenhaus à l'Université d'État de l'Ohio. À l'Université de l'Illinois à Urbana-Champaign, il est progressivement professeur assistant de 2005 à 2010, professeur associé de 2010 à 2013 et depuis 2013 professeur titulaire. De 2009 à 2011, il est également professeur associé à l'Université de Californie à San Diego.

## Recherche
Les recherches de Balogh portent sur la combinatoire extrémale et probabiliste (en particulier en théorie des graphes) et théorie de la percolation bootstrap. Cette dernière modélise la propagation d'une infection sur une grille de dimension d, où à chaque unité de temps les nœuds sont infectés lorsqu'au moins r voisins ont déjà été infectés. Elle est basée sur une structure de départ choisie au hasard et Bollobás, Balogh, Hugo Duminil-Copin et Robert Morris ont donné une formule asymptotique (pour les grandes grilles) du seuil de probabilité pour que la grille entière soit infectée, en fonction de d et r. Balogh avait précédemment traité le cas tridimensionnel avec r = 3 avec Bollobás et Morris.

## Reconnaissance
En 2007, Balogh a reçu une bourse de carrière NSF. En 2013-2014 et en 2020, il a été Simons Fellow, en 2013/14  Marie-Curie Fellow. En 2016, il a reçu le prix George-Pólya en combinatoire avec Robert Morris et Wojciech Samotij. En 2018, Balogh a été conférencier invité au Congrès international des mathématiciens à Rio de Janeiro .

## Publications (sélection)
- 2004 — Noga Alon, József Balogh, Peter Keevash et Benny Sudakov, « The number of edge colorings with no monochromatic cliques », Journal of the London Mathematical Society, vol. 70, no 02,‎ octobre 2004, p. 273–288 (DOI 10.1112/S0024610704005563, lire en ligne)
- 2009 —  József Balogh, Béla Bollobás et Robert Morris, « Bootstrap percolation in three dimensions », The Annals of Probability, vol. 37, no 4,‎ juillet 2009, p. 1329–1380 (DOI 10.1214/08-AOP433, arXiv 0806.4485, lire en ligne)
- 2009 —  József Balogh, Béla Bollobás et Robert Morris, « Bootstrap percolation in three dimensions », The Annals of Probability, vol. 37, no 4,‎ juillet 2009, p. 1329–1380 (DOI 10.1214/08-AOP433, lire en ligne)
- 2011 —  József Balogh et Wojciech Samotij, « The number of {\displaystyle K_{s,t}}-free graphs », Journal of the London Mathematical Society, vol. 83, no 2,‎ avril 2011, p. 368–388 (DOI 10.1112/jlms/jdq086)
- 2012 —  József Balogh, Béla Bollobás, Hugo Duminil-Copin et Robert Morris, « The sharp threshold for bootstrap percolation in all dimensions », Transactions of the American Mathematical Society, vol. 364, no 5,‎ mai 2012, p. 2667–2701 (DOI 10.1090/S0002-9947-2011-05552-2, arXiv 1010.3326)
- 2014 — Noga Alon, József Balogh, Robert Morris et Wojciech Samotij, « A refinement of the Cameron-Erdős conjecture », Proceedings of the London Mathematical Society, vol. 108, no 1,‎ janvier 2014, p. 44–72 (DOI 10.1112/plms/pdt033, arXiv 1202.5200, lire en ligne)
- 2014 — József Balogh et Šárka Petříčková, « The number of the maximal triangle-free graphs », Bulletin of the London Mathematical Society, vol. 46, no 5,‎ octobre 2014, p. 1003–1006 (DOI 10.1112/blms/bdu059, arXiv 1409.8123)
- 2015 — József Balogh, Robert Morris et Wojciech Samotij, « Independent sets in hypergraphs », Journal of the American Mathematical Society, vol. 28, no 3,‎ juillet 2015, p. 669–709 (DOI 10.1090/S0894-0347-2014-00816-X, arXiv 1204.6530)
- 2015 —  József Balogh, Hong Liu, Maryam Sharifzadeh et Andrew Treglown, « The number of maximal sum-free subsets of integers », Proceedings of the American Mathematical Society, vol. 143, no 11,‎ novembre 2015, p. 4713–4721 (DOI 10.1090/S0002-9939-2015-12615-9, arXiv 1409.5661)
- 2016 — József Balogh, Robert Morris, Wojciech Samotij et Lutz Warnke, « The typical structure of sparse $K_{r+1}$-free graphs », Transactions of the American Mathematical Society, vol. 368, no 9,‎ 2016, p. 6439–6485 (DOI 10.1090/tran/6552, lire en ligne)
- 2018 — József Balogh et avec József Solymosi, « On the number of points in general position in the plane », Discrete Analysis, vol. 143,‎ 2018, article no 16 (20 p.) (arXiv 1910.09208).
- 2022 — József Balogh, Felix Christian Clemen et Bernard Lidický, « Maximum number of almost similar triangles in the plane », Computational Geometry, vol. 105-106,‎ août 2022, article no 101880 (DOI 10.1016/j.comgeo.2022.101880, présentation en ligne)
- 2022 — József Balogh, Felix Christian Clemen, Emily Heath et Mikhail Lavrov, « A strengthening of the Erdős–Szekeres Theorem », European Journal of Combinatorics, vol. 101,‎ mars 2022, article no 103456 (DOI 10.1016/j.ejc.2021.103456, présentation en ligne)
- 2022 —   József Balogh, Felix Christian Clemen et Bernard Lidický, « Maximum number of almost similar triangles in the plane », Computational Geometry, vol. 105-106,‎ août 2022, article no 101880 (DOI 10.1016/j.comgeo.2022.101880, arXiv 2101.10304, présentation en ligne).